# Godzieszowa
Godzieszowa is een plaats in het Poolse district  Wrocławski, woiwodschap Neder-Silezië. De plaats maakt deel uit van de gemeente Długołęka en telt 310 inwoners.